# YMODEM
YMODEM ist ein Protokoll, welches zwischen zwei Rechnern zur Übertragung von Dateien eingesetzt wird. YMODEM wurde von Chuck Forsberg entwickelt und ist der Nachfolger des XMODEM-Protokolls. Im Gegensatz zum XMODEM-Protokoll, das 128-Byte-Blöcke zur Datenübertragung einsetzt, wurde die Blockgröße auf 1 KiB erhöht, ferner wird im ersten Datenblock auch der Dateiname übertragen. YMODEM wurde zu ZMODEM weiterentwickelt.
Eine Variante Enhanced YMODEM wurde 1994 von Herwig Feichtinger bei Shamrock Software entwickelt. Sie vermeidet Lücken im Transfer, indem der jeweils folgende Block ohne die Prüfziffern (CRC) ohne Bestätigung im Voraus gesendet wird, während die Prüfziffern erst nach Eintreffen der Bestätigung für den vorhergehenden Block übertragen werden. Da kein Zeichen-Escaping stattfindet, ist die erzielbare Transferrate damit etwas höher als bei ZMODEM.